# Pantelísz Nikoláu
Pantelísz Nikoláu (görögül: Παντελής Νικολάου; Íosz, 1949. július 17. –) görög válogatott labdarúgó.

## Pályafutása

### Klubcsapatban
Pályafutását az Atrómitosz Athinón csapatában kezdte 1966-ban. 1971-ben az AÉK Athén csapatához került. 10 éven keresztül erősítette a fővárosi csapatot és ezalatt a görög bajnokságot két, a görög kupát egy alkalommal nyerte meg.

### A válogatottban
1973 és 1980 között 15 alkalommal szerepelt a görög válogatottban. Részt vett az 1980-as Európa-bajnokságon.

## Sikerei
AÉK
- Görög bajnok (2): 1977–78, 1978–79
- Görög kupa (1): 1977–78

## Külső hivatkozások
- Pantelísz Nikoláu adatlapja a National-Football-Teams.com oldalon (angolul)

- Pantelísz Nikoláu. eu-football.info